# Ботанический сад Полесского национального университета
Ботани́ческий сад Поле́сского национа́льного университе́та (укр. Ботанічний сад Поліського національного університету) — природоохранная территория общегосударственного значения, которая расположена в Житомире на берегах речки Путятинки — притока Тетерева, и является структурным подразделением Полесского национального университета. Площадь достигает 35,4 гектара.

## История
Ботанический сад Житомирского национального агроэкологического университета был создан согласно постановлению СНК УССР от 23 июля 1933 года № 147. Студентами и преподавателями университета были заложены первые участки природоохранной территории. Указом № 213 от 30 марта 2012 года, изданного Министерством экологии и природных ресурсов, было утверждено положение о ботаническом саде Житомирского национального агроэкологического университета общегосударственного значения. 10 октября 2013 года ботанический сад отпраздновал восьмидесятилетний юбилей. К этому мероприятию была приурочена научная конференция, которая была посвящена проблемам интродукции и сохранения растений в ботанический садах. Во время празднования юбилея Глава Житомирской облгосадминистрации Сергей Рыжук подарил ботаническому саду деревья гинкго, плачущей черешни и сакуры, и кусты смородины, малины, черники высокорослой и черники щитовой.

## Описание
Рядом с территорией ботанического сада пролегает трамвайная линия. Ботанический сад в Житомире был основан в учебных целях и в качестве научно-исследовательской базы. Научные работники проводят исследования теоретических и практических аспектов акклиматизации плодовых, кормовых и декоративных растений. Изучаются экологические особенности семенного и вегетативного размножения разных видов растений. На базе ботанического сада студенты проходят учебную практику.
На территории ботанического сада растёт больше пятисот видов, форм и сортов древесных растений и больше чем тысяча видов травянистых растений. Представлены ягодные, овощные, технические, лекарственные, декоративные и другие виды деревьев. Растут тюльпаны, магнолии и фруктовые деревья.
На территории ботанического сада живут два чёрных лебедя.
Объект закрыт для свободного посещения, попасть на его территорию можно только в составе экскурсионной группы или на свадебную фотосессию. Данное правило действует ради сохранения редких видов растений.

## Научная работа
По результатам исследований, сделанных на базе ботанического сада, защищены докторские и кандидатские диссертации.
На протяжении 2008—2012 годов на территории ботанического сада проводились исследования двух форм змееголовника молдавского — белоцветковой и синецветковой, которые были созданы на территории Национального ботанического сада им. Н. Н. Гришко НАН Украины. На базе проведённых исследований сделаны выводы относительно температуры, при которой начинают прорастать семена змееголовника. Исследовались образцы наземной части полыни горькой, которые были заготовлены в период бутонизации и цветения. Интродукционные исследования были проведены на территории ботанического сада. А посевной материал был взят в Национальном ботаническом саду им. Н. Н. Гришко НАН УКраины. В результате исследований были сделаны выводы относительно вещества экстракта полыни лекарственной и его усиления бактерицидного и бактериостатического действия этилового спирта в 2—4 раза. Проводились исследования биоморфологических особенностей лофанта анисового при интродукции. Для проведения исследований использовались два сорта растений — белоцветковый и синецветковый.